# 제13보병사단 (독일 국방군)

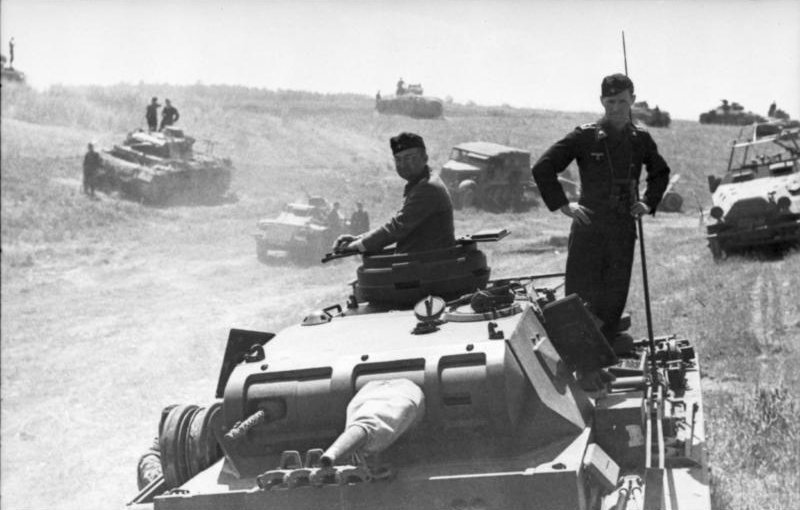

제13보병사단은 1934년에서 1935년 사이에 Infanterieführer IV라는 이름으로 창설된 사단으로, 전쟁의 와중에서 4차례의 부대 개편을 거쳐 펠트헤른할레2 기갑사단 (Panzer-Division Feldherrnhalle 2)으로 최종 개편된 사단이다. 전쟁 종전 시에 오스트리아에서 항복했다.
- 13 보병사단 (13.Infanterie-Division)
- 13 자동차화 보병사단 (13.Infanterie-Division (mot))
- 13 기갑사단 (13.Panzer-Division)
- 13 기갑사단 펠트헤른할레 (13.Panzer-Division Feldherrnhalle)
- 펠트헤른할레2 기갑사단 (Panzer-Division Feldherrnhalle 2)

## 부대 역사
독일 국방군 창설이 발표되었을 때, Infanterieführer IV를 모태로 13 보병사단으로 창설되었다. 1937년, 13 차량화 보병사단으로 확대되었고, 1939년 폴란드 전역 및 1940년 서유럽 전역에 참전했다. 프랑스 정복이 일단락된 후 히틀러의 기갑사단 증설 계획에 따라동 사단은 13 기갑사단으로 다시 확대 개편되었다. 기갑사단으로 개편 후에 1941년 바르바로사 작전 및 1942년 코카서스 진격에 참가했고, 1943년에 그간 입은 손실로 후퇴하여 1944년 내내 남부 지구에서 방어적 임무에 투입되었다. 헝가리에서 부분적으로 보충받았지만, 1944년 ~ 1945년의 겨울 동안에 부다페스트에서 벌어진 격렬한 전투 끝에 사단은 궤멸 상태였다. 그해 봄에 잔존 인원으로 기갑군단 펠트헤른할레 소속 펠트헤른할레2 기갑사단 (Panzer-Division Feldherrnhalle 2)으로 재편성되었고, 전쟁 후 오스트리아에서 항복했다.

## 역대 지휘관
- 프란츠 베케 (Franz Bäke) - 이 사단의 마지막 지휘관

## 부대 편제
| 1939년 이전                                               | 1939년 | 1940년 | 1940년 13 기갑사단 |
| --------------------------------------------------------- | --- | --- | --- |
| - 33 보병연대 - 66 보병연대 - 93 보병연대 - 13 사단지원대 | - 33 차량화 보병연대 - 66 차량화 보병연대 - 93 차량화 보병연대 - 13 포병연대 - 49 포병연대 1대대 - 13 사단지원대 | - 66 차량화 보병연대 - 93 차량화 보병연대 - 13 포병연대 - 43 오토바이저격대대 - 4 공병대대 - 13 사단지원대 | - 사단 참모진 - 66 기갑척탄병연대 - 93 기갑척탄병연대 - 4 전차연대 - 13 포병연대 - 43 오토바이저격대대 - 13 수색대대 - 4 공병대대 - 13 대전차대대 - 13 통신대 - 13 Sanitat-Abteilung |

## 시기별 배치 현황
| 날짜                         | 군단                  | 군                        | 집단군              | 지역                      |
| ---------------------------- | --------------------- | ------------------------- | ------------------- | ------------------------- |
| 1940년 11월                  | Lehr-Truppen Rum?nien | -                         | -                   | Rum?nien                  |
| 1940년 12월 ~ 1941년 5월     | Lehrstab I Rum?nien   | -                         | -                   | Rum?nien                  |
| 1941년 6월                   | 48 군단               | 1 기갑집단 (1. Pz.Gruppe) | 남부집단군          | 루블린                    |
| 1941년 12월 ~ 1941년 7월     | 3 군단                | 1 기갑집단                | 남부집단군          | 우만, 키에프, 로스토프    |
| 1942년 1월                   | 3 군단                | 1기갑군 (1. Pz.Armee)     | 남부집단군          | 미우스 강, 타간로그       |
| 1942년 2월 ~ 6월             | 14 군단               | 1 기갑군                  | 남부집단군          | 미우스 강, 타간로그       |
| 1942년 7월                   | 57 군단               | -                         | 남부집단군          | 로스토프                  |
| 1942년 8월                   | 3 군단                | 1 기갑군                  | A집단군             | 아르마비르                |
| 1942년 9월                   | 40군단                | 1 기갑군                  | A집단군             | 모스도크                  |
| 1942년 10월 ~ 1943년 1월     | 3 군단                | 1 기갑군                  | A집단군             | 코커서스                  |
| 1943년 2월 ~ 3월             | 52 군단               | 17군                      | A집단군             | 쿠반                      |
| 1943년 4월                   | 예비대                | 17군                      | A집단군             | 쿠반                      |
| 1943년 5월 ~ 6월             | 44 군단               | 17군                      | A집단군             | 쿠반                      |
| 1943년 7월 ~ 8월             | 예비대                | -                         | A집단군             | 쿠반                      |
| 1943년 9월                   | 29군단                | 6군                       | 남부집단군          | 사포로셰(Saporoshe)       |
| 1943년 10월                  | 29 군단               | 6군                       | A집단군             | 크리보이 로그(Kriwoi Rog) |
| 1943년 11월                  | 44군단                | 6군                       | A집단군             | 크리보이 로그(Kriwoi Rog) |
| 1943년 12월                  | 예비대                | 1 기갑군                  | 남부집단군          | 크리보이 로그(Kriwoi Rog) |
| 1944년 1월                   | 52군단                | 6군                       | 남부집단군          | 크리보이 로그(Kriwoi Rog) |
| 1944년 2월 ~ 3월             | 47 군단               | 8군                       | 남부집단군          | 체르카시                  |
| 1944년 4월                   | 52 군단               | 6군                       | 남우크라이나 집단군 | 부크                      |
| 1944년 5월                   | 40군단                | 6군                       | 남우크라이나 집단군 | 드니에스트, 키쉬네프      |
| 1944년 6월 ~ 7월             | 예비대                | 6군                       | 남우크라이나 집단군 | 드니에스트, 키쉬네프      |
| 1944년 8월                   | 29 군단               | 6군                       | 남우크라이나 집단군 | 드니에스트, 키쉬네프      |
| 1944년 9월                   | 재편성 중             | OKH                       | -                   | 독일                      |
| 1944년 10월 ~ 12월           | 3 군단                | 6군                       | 남부집단군          | 오스트웅가른              |
| 1945년 1월                   | 9 SS군단              | 6군                       | 남부집단군          | 웅가른란, 부다페스트      |
| 1945년 2월                   | 예비대                | -                         | 남부집단군          | 웅가른                    |
| 1945년 3월 (마지막 생존자들) | FHH                   | 8 군                      | 남부집단군          | 웅가른                    |

## 기사십자장 서훈자
| 연도   | 날짜      | 이름                                   |
| ------ | --------- | -------------------------------------- |
| 1940년 | 7월 19일  | 오스카르 라도반                        |
| 1940년 | 8월 15일  | 프리드리히 빌헬름 로트키르히 운트 판텐 |
| 1941년 | 7월 30일  | 발터 뒤베르트                          |
| 1941년 | 9월 12일  | 알베르트 브룩스                        |
| 1941년 | 10월 2일  | 트라우고트 헤어                        |
| 1941년 | 11월 15일 | 프리츠 모이가이어                      |
| 1941년 | 12월 4일  | 에두아르트 하우저                      |
| 1942년 | 5월 27일  | 리하르트 감비츠                        |
| 1942년 | 5월 27일  | 요아힘 포스                            |
| 1942년 | 8월 28일  | 하랄트 스톨츠                          |
| 1942년 | 9월 4일   | 프리츠 쉘호른                          |
| 1942년 | 9월 16일  | 하인츠 레베혼                          |
| 1942년 | 9월 18일  | 발데마르 가젠 게난트 가자              |
| 1942년 | 10월 25일 | 헤르베르트 고밀레                      |
| 1942년 | 11월 9일  | 루디 브라쉐                            |
| 1942년 | 12월 17일 | 요아힘 바르트                          |
| 1942년 | 12월 17일 | 프리츠 크래머                          |
| 1943년 | 4월 30일  | 헬무트쉐발리에                         |
| 1943년 | 11월 30일 | 프리드리히 에르트만 하케               |
| 1943년 | 11월 30일 | 발터 오브스트                          |
| 1944년 | 1월 5일   | 후베르투스 헤르트비히                  |
| 1944년 | 1월 11일  | 만프레드 요단                          |
| 1944년 | 1월 24일  | 에밀 포글러                            |
| 1944년 | 2월 23일  | 루돌프 베커                            |
| 1944년 | 5월 15일  | 요한 자우어                            |
| 1944년 | 7월 3일   | 빌헬름 그룽에                          |
| 1944년 | 7월 9일   | 만프레드 벤트                          |
| 1944년 | 7월 15일  | 요세프 에크                            |
| 1944년 | 7월 18일  | 구스타프 졸드너                        |
| 1944년 | 12월 9일  | 오토 에르트만                          |
| 1945년 | 1월 15일  | 아르투어 에케쉬파레                    |
| 1945년 | 2월 7일   | 파울 크래머                            |
| 1945년 | 2월 7일   | 카를 쉬트헬름                          |
| 1945년 | 2월 13일  | 쿠르트 뮐러                            |
| 1945년 | 2월 14일  | 루도프 베버                            |
| 1945년 | 3월 17일  | 프리드리히 로테                        |

- 1940년도 서훈자는 13 보병사단으로 받은 것임
- 1941년 이후는 기갑사단으로 재편후의 서훈자들임.

## 같이 보기
- 프란츠 베케 (Franz Bäke) - 이 사단의 마지막 지휘관
- 펠트헤른할레1 기갑사단
- 사단 (군사)
- 동부 전선 (제2차대전)
- 제2차 세계 대전의 독일군 사단 목록
- 군사 조직
- 전차 기갑사단
- 독일 육군 (제2차대전)
- 독일 연방방위군 육군 (현재)

## 참고 문헌
Note: The Web references may require you to follow links to cover the unit's entire history.
- Pipes, Jason. "13.Panzer-Division". Retrieved April 1, 2005.
- Wendel, Marcus (2005). "13. Panzer-Division". Retrieved April 1, 2005.
- "13. Panzerdivision". German language article at www.lexikon-der-wehrmacht.de. Retrieved April 1, 2005.